# Clara de la Rocha
Clara de la Rocha (Durango, 1890 - 1970) fou una revolucionària mexicana, que participà del moviment maderista en la revolució mexicana entre 1910 i 1917.

## Biografia
Procedents de Durango i Sinaloa, a la família De la Rocha destaca la figura d'Herculano de la Rocha, heroi revolucionari del nord-oest de Mèxic, i pare de Clara De la Rocha. Clara De la Rocha nasqué a Durango el 1890, si bé es desconeix la data exacta. Es té constància de la seva afiliació al moviment maderista el 1910, on sovint actuà al costat del seu pare. Durant el moviment armat va ser nomenada Comandant de Guerrilla i després Coronela. Participà en la presa violenta de la ciutat de Culiacán (Sinaloa) el 1911. També va formar part del grup d'atac que va prendre la Casa de Moneda de Sinaloa en noms dels revolucionaris. Així mateix, també participà en la batalla per l'església del Santuari on els revolucionaris van combinar forces i van aconseguir la rendició dels Federals.
Clara De la Rocha també participà en un altre combat crucial quan els revolucionaris aconseguiren derrocar als federals a l'església del Santuari del Sagrat Cor de Jesús, situat al centre històric de Culiacán. Arran d'aquest episodi Clara De la Rocha fou nomenada Coronela en el moviment revolucionari. Després d'aquests episodis, De la Rocha desapareix completament de les cròniques de l'època.
De la Rocha és considerada continuadora de la tradició iniciada per les dones asteques, Pupualtzin, Catalina de Erauso, María Paula de los Santos, Josefa Ortiz de Domínguez, Manuela Medina i Leona Vicario, les dones del Mercado de la Merced i les de Juchitán.